# Rede Amazônica Manaus
Rede Amazônica Manaus é uma emissora de televisão brasileira sediada em Manaus, capital do estado do Amazonas. Opera no canal 5 (15 UHF digital) e é afiliada à TV Globo. A emissora faz parte do Grupo Rede Amazônica, um complexo de emissoras de rádio e televisão espalhadas pelo norte brasileiro (exceto nos estados do Pará e Tocantins), fundado pelo jornalista e empresário Phelippe Daou.

## História

### Antecedentes
Em 1968, os jornalistas e empresários Phelippe Daou, Milton Magalhães de Cordeiro, e Joaquim Margarido fundaram a Amazonas Publicidade (hoje Amazonas Distribuidora), com o objetivo de implantar um conglomerado de mídia no Amazonas. No mesmo ano, os empresários recebem a notícia de que o Ministério das Comunicações iria abrir uma concorrência pública para implantar uma emissora de televisão na cidade de Manaus. Nesta época, existia a TV Ajuricaba, e estavam em fase de implantação a TV Baré e a TVE Amazonas.
Em julho de 1969, após examinarem detalhadamente o edital de concorrência, os empresários Phelippe, Milton e Joaquim decidiram concorrer a licitação do canal 5 VHF. Em 1970, a Amazonas Publicidade venceu a licitação, tendo um prazo de dois anos para iniciar as suas operações. Foi dado ali o primeiro passo para a implantação da TV Amazonas.
Os primeiros estúdios da emissora funcionaram na Avenida Carvalho Leal, 1270, no bairro da Cachoeirinha, que hoje abriga a Fundação Rede Amazônica, desde o ano de 2003. O parque de transmissão foi construído na Estrada do Aleixo (atual Avenida André Araújo), 1555, no bairro do Aleixo onde hoje funciona a sede da emissora. No dia 10 de agosto de 1972, foi levado ao ar pela primeira vez o sinal da emissora, em fase experimental.

### Primeiros anos (1972–1975)
A TV Amazonas foi inaugurada às 18h do dia 1.º de setembro de 1972, sendo a quarta emissora de TV a ser fundada no estado do Amazonas. As 19h, entrou no ar o primeiro programa a ser apresentado pela emissora, o Jornal do Amazonas, apresentado pelo jornalista Paulo José..
Durante os seus três primeiros anos de funcionamento, a TV Amazonas não era afiliada a nenhuma rede de televisão, ao contrário de suas concorrentes TV Ajuricaba (que retransmitia parte da programação da REI e da Rede Globo) e TV Baré (emissora própria da Rede Tupi). Com isso, ela passou a usar fitas da REI e da TV Cultura, além de enlatados da Fox e da Columbia Pictures para compor a sua programação.
Criação da Rede Amazônica
Ainda em 1972, o Ministério das Comunicações firmou uma parceria com a TV Amazonas para implantar uma série de repetidoras nos estados do Acre e Rondônia. Em 1975, foram criadas a TV Acre e a TV Rondônia, e no mesmo ano, foram adquiridas a TV Amapá e a TV Roraima dos governos desses respectivos estados. Surgiu assim a Rede Amazônica, o maior complexo de emissoras de televisão do norte brasileiro, e o maior do país em cobertura.

### Rede Bandeirantes (1975–1986)
Em 1975, o Grupo Bandeirantes de Comunicação decidiu transformar a TV Bandeirantes São Paulo em uma nova rede de televisão. Assim foi criada a Rede Bandeirantes, que logo ganhou várias afiliadas por todo o país, entre elas a TV Amazonas. Como a emissora ainda não tinha um sinal de satélite, a programação da Band era enviada para Manaus em malotes por avião, o que gerava um atraso de 2 a 3 dias em relação a exibição original dos programas. O mesmo ocorria com a TV Rondônia e a TV Acre, que também recebiam a programação da TV Amazonas com atraso, visto que a mesma também não tinha sinal no satélite.
Esse problema só acabou em 1979, e com isso, a TV Amazonas passou a exibir a programação da rede sem nenhum atraso, e também parou de enviar fitas para a TV Rondônia e a TV Acre, que passaram a captar também o sinal da Band no satélite. A TV Amapá e a TV Roraima deixaram de exibir a programação da REI e se juntaram as outras emissoras para transmitir o sinal da Band, unificando assim a afiliação da Rede Amazônica.
No mesmo ano, a TV Amazonas inicia um processo de expansão no estado do Amazonas, implantando repetidoras em vários municípios do estado, sendo algumas delas de parceria com prefeituras locais. Visto que havia muitos espaços cedidos pela Band a produções de suas afiliadas, a TV Amazonas estreou vários programas locais, alguns deles notórios como o Teledisco, apresentado por Beto de Paula, o talk-show Encontro com o Povo, e o Programa Consuelo Nunes, sobre o universo feminino.

### TV Globo (1986–presente)
Em 1.º de julho de 1986, com o fim do contrato de afiliação da Rede Globo com a TV Ajuricaba, a TV Amazonas deixa a Rede Bandeirantes e torna-se sua nova afiliada, unificando desta forma a programação da Rede Amazônica, visto que as cabeças de rede nos outros estados já transmitiam a programação da rede desde 1983. Com a nova afiliação, a emissora teve que extinguir vários de seus programas locais para se adequar ao "Padrão Globo de Qualidade". Mudanças significativas ocorreram, principalmente no setor de jornalismo, que agora passaria a ser o carro-chefe da programação.
Em 1988, a Amazonas Distribuidora lançou o Amazon Sat, que era responsável pela transmissão do sinal da TV Amazonas para as outras emissoras da Rede Amazônica. Com a inauguração do sinal, as emissoras da Rede Amazônica passaram a retransmitir toda a programação gerada em Manaus, além de preencher os intervalos comerciais da Rede Globo com propagandas geradas para todo o norte brasileiro. O sinal do Amazon Sat também podia ser captado via satélite por qualquer antena parabólica no país inteiro, até 2004. Neste ano, a TV Amazonas desintegrou a sua programação do Amazon Sat, passando a ter um sinal exclusivo de satélite. Dessa forma, o canal passou a gerar uma programação independente da Rede Amazônica. Porém, devido a uma exigência da Globo, a Amazonas Distribuidora codificou o sinal do Amazon Sat, restringindo-o apenas a área de cobertura da Rede Amazônica, e não mais ao país inteiro.
Em 2009, o Amazônia TV passa a ser gerado por cada uma das emissoras da Rede Amazônica. Com isso, a TV Amazonas passou a gerar o telejornal apenas para o estado do Amazonas, enquanto as outras emissoras passaram a gerar o telejornal para a sua respectiva área de cobertura.
Durante o ano de 2010, a Rede Amazônica regionalizou os sinais de cada uma das emissoras em seus respectivos estados. A partir daí, a TV Amazonas (geradora da Rede Amazônica) deixou de gerar a programação para os estados cobertos pela emissora. Sendo assim, as outras quatro geradoras locais passaram a ter o seu próprio sinal no satélite e gerar a sua própria programação local.
Em 3 de outubro de 2011, a TV Amazonas passou a disponibilizar as versões locais do portal G1 e do globoesporte.com, com intuito de divulgar as notícias da região e publicar os vídeos das reportagens dos telejornais. Além disso, a Rede Amazônica ganhou um espaço no site da Rede Globo, para divulgação da programação local. Mesmo com a criação do novo site, o Portal Amazônia não deixou de ser utilizado.
Em 16 de março de 2012, a TV Amazonas lançou a sua nova logomarca, em comemoração aos 40 anos da emissora. Em 1.º de setembro, data em que completou 40 anos no ar, foram organizados vários flash mobs em vários pontos da cidade, como o Studio 5, o Terminal 5 e a Orla da Ponta Negra. Nesses flash mobs, vários grafiteiros fizeram painéis com impressões sobre a emissora, além de grupos de dança fazendo performances.
Em 29 de novembro, a TV Amazonas criou o "Prêmio Milton Cordeiro de Jornalismo", que tem esse nome em homenagem ao diretor de jornalismo da emissora, Milton de Magalhães Cordeiro. O concurso conta com as categorias: Jornalismo, Impresso, Radiojornalismo, Telejornalismo e Webjornalismo, nos quais apenas jornalistas dos estados do Acre, Amapá, Amazonas, Rondônia e Roraima podem concorrer.
Em 4 de outubro, a ex-jornalista da TV Verdes Mares, Luana Borba, voltou a fazer parte da equipe de jornalismo da TV Amazonas após dois anos como âncora do Bom Dia Ceará na emissora cearense. De volta a Manaus, Luana passará a apresentar a edição amazonense do Bom Dia Amazônia.
Em 3 de janeiro de 2015, a TV Amazonas e todas as emissoras da Rede Amazônica deixam de utilizar o nome de suas filiais, passando a utilizar apenas a nomenclatura da rede. O objetivo era integrar todas as emissoras, de forma a fortalecer a marca e padronizar a qualidade da programação. Com a unificação da marca, a emissora passou a se chamar Rede Amazônica Manaus. Em 31 de janeiro, o Amazônia Repórter deixa a grade da emissora.
Em 25 de abril, com a reformulação da grade da Rede Globo aos sábados, a Rede Amazônica estreou uma nova programação aos fins de semana. O programa Zappeando ganhou uma nova temporada, e estreou também o Paneiro, que mostra os ritmos musicais da região.
Em 2016, a primeira geração de proprietários da emissora e da Rede Amazônica acaba falecendo. Em 5 de outubro, morreu Joaquim Margarido, vítima de um câncer. No dia 30 do mesmo mês, morreu Milton Magalhães de Cordeiro, vítima de uma pneumonia. E em 14 de dezembro, o então presidente do grupo e último remanescente, Phelippe Daou, morreu vítima de falência múltipla dos órgãos.
Em 3 de julho de 2017, a emissora passou a gerar os primeiros 30 minutos do Bom Dia Amazônia em rede regional, com os 60 minutos restantes gerados apenas para sua área de cobertura no Amazonas. Em 30 de setembro, a emissora deixa de exibir o Amazonas TV na hora do almoço, que é substituído pelo Jornal do Amazonas 1.ª edição. A emissora também deixa de exibir o Amazônia em Revista, que é extinto da programação.
Em 1.º de setembro de 2018, no dia em que a emissora completou 46 anos, estreou o telejornal Bom Dia Sábado, apresentado por Larissa Santiago e transmitido em rede para os cinco estados cobertos pela Rede Amazônica. No mesmo dia, também foi reformulada a identidade visual do Jornal do Amazonas.

## Sinal digital
| Canal virtual | Canal digital | Resolução de tela | Programação                                            |
| ------------- | ------------- | ----------------- | ------------------------------------------------------ |
| 5.1           | 15 UHF        | 1080i             | Programação principal da Rede Amazônica Manaus / Globo |

A emissora iniciou suas transmissões digitais em 31 de agosto de 2009, através do canal 15 UHF, sendo a primeira emissora de Manaus a transmitir com a nova tecnologia. Em 1.º de setembro de 2010, toda a programação da emissora passou a ser exibida em alta definição. Como forma de promover a nova tecnologia e seus benefícios em relação ao sinal analógico para os telespectadores, a emissora instalou aparelhos de TV de 70 polegadas no Terminal de Ônibus T3, no bairro da Cidade Nova, em Manaus, em 1.º de setembro de 2014, e também no Terminal de Ônibus T4, no Jorge Teixeira, em 30 de outubro.
Transição para o sinal digital
Com base no decreto federal de transição das emissoras de TV brasileiras do sinal analógico para o digital, a Rede Amazônica Manaus, bem como as outras emissoras de Manaus, cessou suas transmissões pelo canal 5 VHF em 30 de maio de 2018, seguindo o cronograma oficial da ANATEL.

### Transmissões especiais
Entre os anos de 1994 a 1999, a TV Amazonas passou a ser a emissora oficial do Festival Folclórico de Parintins, sendo a detentora única dos direitos de transmissão do festival. Porém tudo era limitado, devido as exigências da Rede Globo para a transmissão da programação nacional. Além disso, qualquer outra emissora de rádio ou televisão era proibida de utilizar imagens do evento, mesmo sendo de uma maneira jornalística. Caso isso fosse descumprido, a emissora poderia sofrer um processo judicial. Isso não só limitou a sua divulgação, como também rendeu várias críticas negativas a TV Amazonas. Em 2000, a TV A Crítica adquiriu os direitos de transmissão do festival.
Em 7 de fevereiro de 2013, o Boi Caprichoso assinou um contrato de exclusividade com a Rede Amazônica para a transmissão de suas apresentações oficiais no Festival Folclórico de Parintins por um período de cinco anos. O contrato prevê cobertura jornalística na programação local da TV Amazonas, nos sites G1 Amazonas e Portal Amazônia, transmissão na íntegra das apresentações do Caprichoso no Festival Folclórico de Parintins através do Amazon Sat, inserção dos itens do Caprichoso nos programas da Rede Globo, divulgação do CD e DVD do Caprichoso pela gravadora Som Livre, entre outros itens. O Boi Garantido, por sua vez, chegou a assinar protocolo de intenções com a emissora, porém posteriormente decidiu por assinar contrato de exclusividade com a TV A Crítica.
Em 20 de junho, a TV Amazonas emite uma nota através de seu site oficial de que não mais iria transmitir o Festival Folclórico de Parintins, a despeito do contrato assinado entre o Boi Caprichoso e a Rede Amazônica. A apresentação do Boi Caprichoso foi transmitida somente pelo canal Amazon Sat.